# Kanton Montdidier
Kanton Montdidier is een voormalig kanton van het Franse departement Somme. Het kanton maakte deel uit van het arrondissement Montdidier. Het werd opgeheven bij decreet van 26 februari 2014 met uitwerking vanaf 2015.

## Gemeenten
Het kanton Montdidier omvatte de volgende gemeenten:
- Andechy
- Assainvillers
- Ayencourt
- Becquigny
- Bouillancourt-la-Bataille
- Boussicourt
- Bus-la-Mésière
- Cantigny
- Le Cardonnois
- Courtemanche
- Davenescourt
- Erches
- Ételfay
- Faverolles
- Fescamps
- Fignières
- Fontaine-sous-Montdidier
- Gratibus
- Grivillers
- Guerbigny
- Hargicourt
- Laboissière-en-Santerre
- Lignières
- Malpart
- Marestmontiers
- Marquivillers
- Mesnil-Saint-Georges
- Montdidier (hoofdplaats)
- Piennes-Onvillers
- Remaugies
- Rollot
- Rubescourt
- Villers-Tournelle
- Warsy